# We Are the Others
We Are The Others – trzeci studyjny album holenderskiego zespołu symfoniczno-metalowego Delain. Został wydany 1 czerwca 2012 roku przez wytwórnię płytową Roadrunner Records.

## Lista utworów
Opracowano na podstawie materiału źródłowego.
1. „Mother Machine” – 4:34
2. „Electricity” – 4:14
3. „We are the Others” – 3:17
4. „Milk and Honey” – 4:26
5. „Hit Me With your Best Shot” – 3:59
6. „I Want You” – 4:52
7. „Where is the Blood (feat. Burton C. Bell)” – 3:16
8. „Generation Me” – 3:43
9. „Babylon” – 4:06
10. „Are You Done with Me?” – 3:05
11. „Get the Devil Out of Me” – 3:21
12. „Not Enough” – 4:43

## Twórcy
Opracowano na podstawie materiału źródłowego.
| Zespół Delain w składzie - Charlotte Wessels – śpiew - Timo Somers – gitara - Martijn Westerholt – instrumenty klawiszowe - Otto Schimmelpenninck van der Oije – gitara basowa - Sander Zoer – perkusja | Gościnnie - Burton C. Bell – śpiew (utwór 7) |